# Gianni Russo
Gianni Russo (New York, 12 december 1943) is een Amerikaans acteur.

## Biografie
Russo werd in 1972 gecast als Carlo Rizzi in The Godfather. Zijn personage werd vermoord in de eerste film, toch zou hij via flashbacks nog te zien zijn in The Godfather II. Pas in de jaren 90 zou hij terug regelmatig acteren in films zoals Super Mario Bros. (1993), Striptease (1996), Any Given Sunday (1998) en The Family Man (2000). Later speelde hij onder meer nog in Rush Hour 2 en Seabiscuit.
- Library of Congress Control Number: nr2005029681
- Nationale Bibliotheek van Israël: 987008914592305171
- Virtual International Authority File: 9804318
- WorldCat: E39PBJhCCPpwyGh4d4mWt8Kcfq